# بطولة أوروبا تحت 21 سنة لكرة القدم 1996
بطولة أوروبا تحت 21 سنة لكرة القدم 1996 (بالإنجليزية: 1996 UEFA European Under-21 Championship)‏ هو موسم من بطولة أوروبا تحت 21 سنة لكرة القدم. أقيم خلال الفترة 12 مارس 1996 وحتى 31 مايو 1996، وفاز فيه منتخب إيطاليا تحت 21 سنة لكرة القدم.